# How to Rock
How to Rock ist eine US-amerikanische Jugend-Sitcom, die vom Alltag der Sängerin und Schülerin  Kacey Simon erzählt. Die Serie wurde von David M. Israel und Jim O’Doherty entwickelt. Die erste Folge wurde am 4. Februar 2012 auf dem US-amerikanischen Fernsehsender Nickelodeon ausgestrahlt. Die deutschsprachige Erstausstrahlung war für den 7. Oktober 2012 bei Nickelodeon Deutschland geplant, wurde dann jedoch aus unbekannten Gründen bisher immer wieder verschoben. Die Ausstrahlung im deutschsprachigen Raum erfolgt nun seit dem 1. Oktober 2014 im Programmblock Nicknight.

## Handlung
Die Serie handelt von einem beliebten Mädchen namens Kacey Simon. Seitdem sie eine Zahnspange sowie eine Brille tragen muss, wird sie von einigen Mädchen aufgrund ihres Aussehens beleidigt. Kacey findet jedoch einen neuen Weg um ihre Gefühle auszudrücken, nämlich durch die Musik. Sie wird Leadsängerin der Pop/Hip-Hop Band Gravity 5, bei der auch Zander, Stevie, Nelson und Kevin mitspielen. Nach und nach entwickelt sich ein Konkurrenzkampf zwischen Gravity 5 und The Perfs, eine Band in der auch ihre ehemaligen besten Freundinnen Molly und Grace mitspielen.

## Produktion
Die Serie basiert auf der Buchreihe How to Rock Braces and Glasses, die von Meg Haston geschrieben wurde. Am 23. Mai 2011 bestellte der Sender die erste Staffel mit insgesamt 20 Folgen. Im Mai 2012 bestellte Nickelodeon sechs weitere Folgen für die erste Staffel. Die Dreharbeiten begannen im August 2011. Der erste Trailer zur Serie lief am 10. Dezember 2011 auf Nickelodeon während einer Wiederholung des Films Fröhliche Weihnachten, Drake & Josh.
Am 26. August 2012 gab Nickelodeon bekannt, dass die Serie nach einer Staffel eingestellt wird. Die letzte Folge, How To Rock Christmas, wurde am 8. Dezember 2012 ausgestrahlt.

## Besetzung und Synchronisation
| Rolle           | Schauspieler       | Dt. Synchronsprecher |
| Hauptrollen     | Hauptrollen        | Hauptrollen          |
| --------------- | ------------------ | -------------------- |
| Kacey Simon     | Cymphonique Miller | Victoria Frenz       |
| Stevie Baskara  | Lulu Antariksa     | Sarah Alles          |
| Molly Garfunkel | Samantha Boscarino | Julia Meynen         |
| Zander Robins   | Max Schneider      | David Turba          |
| Grace King      | Halston Sage       | Julia Stoepel        |
| Nelson Baxter   | Noah Crawford      | Jannik Endemann      |
| Kevin Reed      | Chris O’Neal       |                      |
| Nebenrollen     |                    |                      |
| Andy Bartlet    | Andy Bartlet       | Amadeus Strobl       |
| Mr. March       | Kirk Fox           | Axel Malzacher       |
| Dean Hollis     | Jacob Artist       |                      |

### Gaststars
- Big Time Rush als sie selbst in der Folge Wie man eine Wahl rockt
- CeeLo Green als er selbst in der Folge Wie man Cee Lo rockt

## Staffeln

### Ausstrahlung
| Staffel   | Episoden | Ausstrahlung (USA) Nickelodeon  | Ausstrahlung (D/A/CH) Nickelodeon                |
| --------- | -------- | ------------------------------- | ------------------------------------------------ |
| Staffel 1 | 26       | 4. Februar bis 8. Dezember 2012 | 1. Oktober bis 31. Dezember 2014 19. August 2015 |

### Episodenliste
| Nr. | Deutscher Titel                         | Originaltitel                       | Erstausstrahlung USA | Deutschsprachige Erstausstrahlung (D) | Regie                 | Drehbuch                               | Prod. Code |
| --- | --------------------------------------- | ----------------------------------- | -------------------- | ------------------------------------- | --------------------- | -------------------------------------- | ---------- |
| 1 | Wie man Spange und Brille rockt         | How to Rock Braces and Glasses      | 4. Feb. 2012         | 1. Okt. 2014                          | Eric Dean Seaton      | Jim O’Doherty                          | 101        |
| Kacey Simon ist das beliebteste Mädchen der Schule und findet sich einfach perfekt. Deshalb hat sie mit ihren Freundinnen Molly und Grace die „Perfs“ gegründet. Als Kacey jedoch eines Tages mit Brille und Zahnspange in die Schule kommt und gar nicht mehr so perfekt ist, muss sie erkennen, dass ihre Freundinnen in Wirklichkeit gar keine richtigen Freundinnen sind. Trost findet sie bei „Gravity Four“, einer Band aus vier Mitschülern, die jeder auf seine Art durchaus sonderbar sind. Mit ihnen zusammen bereitet sie sich auf einen Bandwettbewerb vor, in dem sie die „Perfs“ schlagen will. Als Molly erkennt, dass sie durchaus gute Chancen hat zu gewinnen, versucht sie Kacey zurück zu den „Perfs“ zu holen, was zunächst von Erfolg gekrönt zu sein scheint. Als Kacey aber erkennt, dass sie ihr Gesicht bei dem Auftritt verstecken soll, entscheidet sie sich gegen die „Perfs“. Am Abend des Auftritts, Kacey ist Brille und Zahnspange wieder losgeworden, verlässt sie die „Perfs“ endgültig und rockt zusammen mit „Gravity Four“die Bühne. Da diese nun ein neues Mitglied haben, benennen sie sich in „Gravity Five“ um. |                                         |                                     |                      |                                       |                       |                                        |            |
| 2 | Wie man eine Wette rockt                | How to Rock a Messy Bet             | 4. Feb. 2012         | 7. Okt. 2014                          | Roger S. Christiansen | Nina Bargiel                           | 105        |
| 3 | Wie man eine Gästeliste rockt           | How to Rock a Guest List            | 11. Feb. 2012        | 8. Okt. 2014                          | Rich Correll          | Bill Martin & Mike Schiff              | 106        |
| 4 | Wie man eine Statue rockt               | How to Rock a Statue                | 18. Feb. 2012        | 9. Okt. 2014                          | Rich Correll          | Erica Spates & Sam Littenberg-Weisberg | 107        |
| An der Schule wird ein Kunstwettbewerb veranstaltet. Zander fertigt dafür eine Statue von Kacey an. Auch Molly will an dem Wettbewerb teilnehmen mit einem Bild, das sie nicht selbst gemalt hat. Um zu verhindern, dass Molly den Wettbewerb gewinnt, macht sich Kacey schließlich selbst zur Statue. Am Ende fliegt sie auf und gibt dabei auch Mollys Betrug preis. Molly und Zander werden beide disqualifiziert. Schließlich gibt es eine dicke Überraschung, denn wenn zwei sich streiten, freut sich der Dritte. |                                         |                                     |                      |                                       |                       |                                        |            |
| 5 | Wie man ein Musikvideo rockt            | How to Rock a Music Video           | 25. Feb. 2012        | 6. Okt. 2014                          | Roger S. Christiansen | Yamara Taylor & Lena D. Waithe         | 104        |
| 6 | Wie man eine Wahl rockt                 | How to Rock an Election             | 3. März 2012         | 17. Okt. 2014                         | Adam Weissman         | Bill Martin & Mike Schiff              | 114        |
| Kacey kandidiert als Schülersprecherin, um zu verhindern, dass Molly die Wahl gewinnt. Um auch die Nerds der Schule auf ihre Seite zu bringen, bittet sie Kevin, ebenfalls zu kandidieren, sich kurz vor Wahlbeginn zurückzuziehen und seinen Anhängern nahezulegen, Kacey zu wählen. In einer Diskussionsrunde verspricht sie ihren Mitschülern allerdings einen Auftritt von „Big Time Rush“. Verzweifelt versucht sie die Band zu einem Auftritt zu überzeugen, was aber zunächst nicht gelingt. Kacey erkennt, dass Kevin seine Kandidatur nicht mehr zurückziehen möchte. Während der Wahl nimmt sie sich selbst aus dem Rennen und legt den Mitschülern nahe, Kevin zu wählen, der die Wahl vor Molly gewinnt. „Big Time Rush“ entscheidet sich nun doch zu einem Auftritt in Kaceys Schule, und so treten sie auf der Wahlsieg-Party für Schülersprecher Kevin auf. |                                         |                                     |                      |                                       |                       |                                        |            |
| 7 | Wie man die Nachrichten rockt           | How to Rock a Newscast              | 17. März 2012        | 15. Okt. 2014                         | David DeLuise         | Bill Martin & Mike Schiff              | 112        |
| Stevie bekommt die Verantwortung übertragen, die Schulnachrichten zu produzieren. Sie weist jedem seine Aufgaben zu. Kacey neidet Molly ihren Job als Enthüllungsreporterin und bearbeitet Stevie, bis sie sich selbst in dieser Position beweisen darf. Sie berichtet über einen vermeintlich hochgefährlichen Pilz an der Schule, was sich allerdings als großer Irrtum herausstellt. Doch das Chaos an der Schule, das sie damit angestoßen hat, ist nicht mehr aufzuhalten. |                                         |                                     |                      |                                       |                       |                                        |            |
| 8 | Wie man einen Streich rockt             | How to Rock a Prank                 | 24. März 2012        | 10. Okt. 2014                         | Eric Dean Seaton      | Lena D. Waithe & Yamara Taylor         | 108        |
| 9 | Wie man eine Geheimagentin rockt        | How to Rock a Secret Agent          | 31. März 2012        | 3. Okt. 2014                          | Eric Dean Seaton      | David Sacks                            | 103        |
| Kacey macht Stevie zur Geheimagentin um herauszufinden welches Outfit Molly bei einer Party tragen wird. Molly allerdings lässt Stevie nur zu den „Perfs“ um diese über Kacey auszuspionieren. Kacey bekommt mit zunehmender Dauer den Eindruck, dass es Stevie bei den „Perfs“ gefällt und will sie davon überzeugen, dass Molly sie nur ausnutzt. Stevie aber erkennt, dass sowohl Molly als auch Kacey sie ausnutzen wollten und schlägt beide mit ihren eigenen Waffen. |                                         |                                     |                      |                                       |                       |                                        |            |
| 10 | Wie man einen Lunch-Tisch rockt         | How to Rock a Lunch Table           | 7. Apr. 2012         | 2. Okt. 2014                          | Eric Dean Seaton      | Steven James Meyer                     | 102        |
| Als Kacey noch beliebt war, konnte sie immer am besten Lunch-Tisch der Schule sitzen. Den beanspruchen aber die „Perfs“, zu denen sie nicht mehr gehört, für sich. Für „Gravity Five“ bleibt nur noch ein Tisch übrig, auf den dauernd irgendwelche Vögel ihr Geschäft verrichten. Kacey schmiedet einen Plan und versucht mit der Hilfe von Kevin und Nelson ihren Lieblingstisch zurückzuerobern. |                                         |                                     |                      |                                       |                       |                                        |            |
| 11 | Wie man eine Geburtstagsparty rockt     | How to Rock a Birthday Party        | 14. Apr. 2012        | 14. Okt. 2014                         | Sheldon Epps          | Erica Spates & Sam Littenberg-Weisberg | 111        |
| Kacey und Nelson haben am selben Tag Geburtstag. Kacey möchte die perfekte Geburtstagsparty für beide organisieren. Da sie allerdings Nelsons Vorstellungen unangemessen findet, übergeht sie ihn bei allen Entscheidungen, so dass dieser schließlich hinwirft und nicht mehr dabei sein möchte. Als Kacey erkennt, was sie für eine schlechte Freundin war, gibt sie die in ihren Augen perfekte Party auf und gestaltet sie ganz nach Nelsons Vorstellungen, um ihn zu überraschen. |                                         |                                     |                      |                                       |                       |                                        |            |
| 12 | Wie man einen Teilzeitjob rockt         | How to Rock a Part-Time Job         | 21. Apr. 2012        | 13. Okt. 2014                         | Eric Dean Seaton      | David Sacks                            | 109        |
| Kacey braucht Geld. Um ihr zu helfen, verschafft ihr Stevie einen Aushilfsjob in einem Smoothie-Laden, in dem sie selbst auch arbeitet. Da Kacey allerdings noch nie gearbeitet hat und sich dazu vor Bekannten und hübschen Jungs für die Arbeit schämt, gibt es einige Probleme. Da ist es auch nicht besonders hilfreich, dass Grace und Molly auftauchen und Kacey nach allen Regeln der Kunst schikanieren. |                                         |                                     |                      |                                       |                       |                                        |            |
| 13 | Wie man Halloween rockt                 | How to Rock Halloween               | 28. Apr. 2012        | 31. Okt. 2014                         | Rich Correll          | Nina Bargiel                           | 116        |
| 14 | Wie man ein Basketballteam rockt        | How to Rock a Basketball Team       | 5. Mai 2012          | 16. Okt. 2014                         | Adam Weissman         | Nina Bargiel                           | 113        |
| Kacey möchte einem Sportteam beitreten. Sie bekommt nahegelegt dem Basketballteam beizutreten, dessen Captain Stevie ist. Doch schon nach kurzer Zeit hat sich Kacey so in das Team hineingedrängt, dass Stevie keinen mehr zu interessieren scheint, was diese mit Enttäuschung und Wut zur Kenntnis nehmen muss. |                                         |                                     |                      |                                       |                       |                                        |            |
| 15 | Wie man ein Liebeslied rockt            | How to Rock a Love Song             | 30. Juni 2012        | 20. Okt. 2014                         | Sean Lambert          | David Sacks                            | 115        |
| Kacey und Stevie blättern heimlich in dem Buch mit Zanders Songtexten. Sie stoßen auf ein Liebeslied und vermuten, dass der Song für eine von ihnen ist. Während sie sich streiten, in wen Zander verliebt ist, haben sie gleichzeitig Angst, dass diese Liebe die Freundschaft zu Zander gefährden könnte und damit die Band in Gefahr bringt. Also versuchen sie, so abstoßend wie möglich auf ihn zu wirken. Doch Zander hat den Song weder für Stevie noch für Kacey geschrieben, und als er erfährt, dass sie ihn hintergangen haben, beschließt er, es ihnen heimzuzahlen. |                                         |                                     |                      |                                       |                       |                                        |            |
| 16–17 | Wie man Cee Lo rockt                    | How to Rock Cee Lo                  | 18. Aug. 2012        | 31. Dez. 2014                         | Eric Dean Seaton      | David M. Israel                        | 123–124    |
| Die Perfs konnten Karten für die erste Reihe im Konzert von CeeLo Green ergattern, Gravity 5 ging leer aus. Um Cee Lo dennoch zu sehen, verkleiden sie sich als Catering-Personal und so landet Gravity 5, nachdem sie vor dem Sicherheitsdienst flüchten, auf der Bühne und tritt dort spontan vor all den Konzertbesuchern auf. Da Cee Lo die Performance gefällt, bietet er Kacey an, mit ihm in seinem Ensemble auf Tour zu gehen. Diese steht nun vor der schweren Entscheidung, mit Cee Lo mitzukommen oder bei ihren Freunden zu bleiben. |                                         |                                     |                      |                                       |                       |                                        |            |
| 18 | Wie man ein singendes Telegramm rockt   | How to Rock a Singing Telegram      | 22. Sep. 2012        | 29. Okt. 2014                         | Adam Weissman         | David Sacks                            | 125        |
| Um Geld für neue Instrumente zu verdienen, beginnt Gravity Five mit der Überbringung von singenden Telegrammen. Für eine kleine Entlohnung überbringen sie Nachrichten an Empfänger in Liedform. Um den Überblick über Absender, Empfänger und Nachricht zu behalten, hat sich Nelson ein sicheres System ausgedacht, das von Kacey in einer unüberlegten Aktion total durcheinandergebracht wird. In der Folge bringen die fünf so einige Nachrichten durcheinander. Stevie möchte, dass Kacey ihren Schwarm in einem singenden Telegramm fragt, ob er mit Stevie zum Schulball gehen möchte. Dieser versteht es aber leider als Einladung von Kacey und sagt zu. |                                         |                                     |                      |                                       |                       |                                        |            |
| 19 | Wie man ein Jahrbuch rockt              | How to Rock a Yearbook              | 29. Sep. 2012        | 22. Okt. 2014                         | Roger S. Christiansen | David Sacks                            | 118        |
| 20 | Wie man eine Highschool-Sensation rockt | How to Rock a High School Sensation | 13. Okt. 2012        | 23. Okt. 2014                         | Sheldon Epps          | Nina Bargiel                           | 119        |
| 21 | Wie man eine gute Tat rockt             | How to Rock a Good Deed             | 20. Okt. 2012        | 24. Okt. 2014                         | David DeLuise         | Bill Martin & Mike Schiff              | 120        |
| 22 | Wie man Camping rockt                   | How to Rock Camping                 | 27. Okt. 2012        | 27. Okt. 2014                         | Shannon Flynn         | Erica Spates & Sam Littenberg-Weisberg | 121        |
| Anders als es sich die Klasse vorgestellt hat, geht der Klassenausflug zum Campen in die Wildnis. Molly und Kacey sind überhaupt nicht begeistert, während Grace sich freut, da sie früher oft mit ihrem Opa campen war. Als sie in Gruppen eingeteilt werden, um zu beweisen, welche Gruppe am besten in der Wildnis überleben kann, sieht sich Kacey schon als sicherer Verlierer, da sie mit Molly und Grace in einer Gruppe landet und auch die übrigen Gruppenmitglieder nicht gerade viel Hoffnung machen. Doch am Ende ist es überraschend Grace mit ihrer Erfahrung, die nicht nur die Aufgabe rockt, sondern auch einen kühlen Kopf bewahrt und in großer Not die Lage rettet. |                                         |                                     |                      |                                       |                       |                                        |            |
| 23 | Wie man ein Fashion-Opfer rockt         | How to Rock a Fashion Victim        | 3. Nov. 2012         | 28. Okt. 2014                         | Sean Lambert          | Bill Martin & Mike Schiff              | 122        |
| 24 | Wie man eine Uniform rockt              | How to Rock a Uniform               | 10. Nov. 2012        | 21. Okt. 2014                         | Shannon Flynn         | Bill Martin & Mike Schiff              | 117        |
| Durch Mollys und Kaceys Verschulden wird an der Schule eine Uniform eingeführt. Während Nelson durchaus Vorteile darin erkennen kann und er und Grace sich näherkommen, können Kacey und Molly es nicht ertragen, angezogen zu sein wie alle anderen. Sie müssen erkennen, dass sie dieses Problem nur gemeinsam lösen können, und schließen sich für kurze Zeit zusammen, um die Uniformen wieder loszuwerden. |                                         |                                     |                      |                                       |                       |                                        |            |
| 25 | Wie man einen Tennisball rockt          | How to Rock a Tennis Ball           | 1. Dez. 2012         | 30. Okt. 2014                         | Sheldon Epps          | David Sacks                            | 126        |
| 26 | Wie man Weihnachten rockt               | How To Rock Christmas               | 8. Dez. 2012         | 19. Aug. 2015                         | Neal Israel           | Sam Littenberg-Weisberg & Erica Spates | 110        |